# Betioky
Betioky är en ort i Madagaskar.   Den ligger i regionen Atsimo-Andrefana, i den södra delen av landet, 600 km sydväst om huvudstaden Antananarivo. Betioky ligger 257 meter över havet och antalet invånare är 31 102.
Terrängen runt Betioky är lite kuperad. Runt Betioky är det glesbefolkat, med 14 invånare per kvadratkilometer. Det finns inga andra samhällen i närheten. Omgivningarna runt Betioky är i huvudsak ett öppet busklandskap.